# Трпимир Јуркић
Трпимир Јуркић (хрв. Trpimir Jurkić; Сплит, 17. март 1963) је хрватски телевизијски и филмски глумац.

## Филмографија

### Телевизијске улоге
| Год.       | Назив           | Улога |
| ---------- | --------------- | ----- |
| 2008-2010. | Мамутица        | газда |
| 2009.      | Стипе у гостима | Јоке  |

### Филмске улоге
| Год.  | Назив              | Улога           |
| ----- | ------------------ | --------------- |
| 1996. | Анђеле мој драги   |                 |
| 2004. | Опрости за кунг фу | младић          |
| 2006. | Трешета            | Јуре            |
| 2008. | Кино Лика          | млади полицајац |
| 2008. | Иза стакла         | друмски радник  |
| 2009. | Кењац              | Ико             |